# Sárgaúszójú tonhal
A sárgaúszójú tonhal (Thunnus albacares) a sugarasúszójú halak (Actinopterygii) osztályának a sügéralakúak (Perciformes) rendjébe, ezen belül a makrélafélék (Scombridae) családjába tartozó faj.

## Előfordulása
A sárgaúszójú tonhal az összes óceán trópusi és szubtrópusi részén megtalálható. A Földközi-tengerből hiányzik.

## Megjelenése
A kifejlett állat testhossza átlagosan 150 centiméter, de 239 centiméteres példányt is fogtak már. A felnőttkort 78-158 centiméteresen éri el. Az eddigi legnehezebb példány 200 kilogrammot nyomott. A hátúszóján 11-14 tüske és 12-16 sugár, míg a farok alatti úszóján 11-16 sugár ül. 39 csigolyája van. A mellúszói közepesen hosszúak. A hal színezete fémesen fekete vagy sötétkék, a hasa felé indulva előbb sárga, utána pedig ezüstös. A hason körülbelül 20 darab függőleges, de szaggatott csík van. A hátúszók és a farok alatti úszó sárga színűek.

## Életmódja
Főleg nyílt vízi halfaj, de néha a brakkvízbe is beúszik. A felszíntől egészen 250 méter mélységig található meg, de általában 100 méter mélyen tartózkodik. A 15-31 Celsius-fok között érzi jól magát. Tápláléka apró halakból, rákokból és kalmárokból tevődik össze. A rajokat azonos korú fajtársaival, vagy azonos méretű rokon fajokkal alkotja. A kifejlett példányok disznódelfinfélékkel (Phocoenidae) is társulnak.
Legfeljebb 9 évig él.

## Szaporodása
Az ívási időszakban a nőstény többször is rakhat ikrákat. Általában nyáron ívik. Az ikrák szabadon lebegnek a nyílt vízen.

## Veszélyeztetettsége, felhasználása
A sárgaúszójú tonhal rajta van a vándorló tengeri halakat védelmező, úgynevezett Annex I of the 1982 Convention on the Law of the Sea határozat listáján; ennek ellenére ipari méretben halásszák. A sporthorgászok is kedvelik. Tenyésztése érdekében kísérletek folynak. Fagyasztva, konzervbe tárolva, vagy füstölve árusítják. Igen keresett halfaj.

## Képek

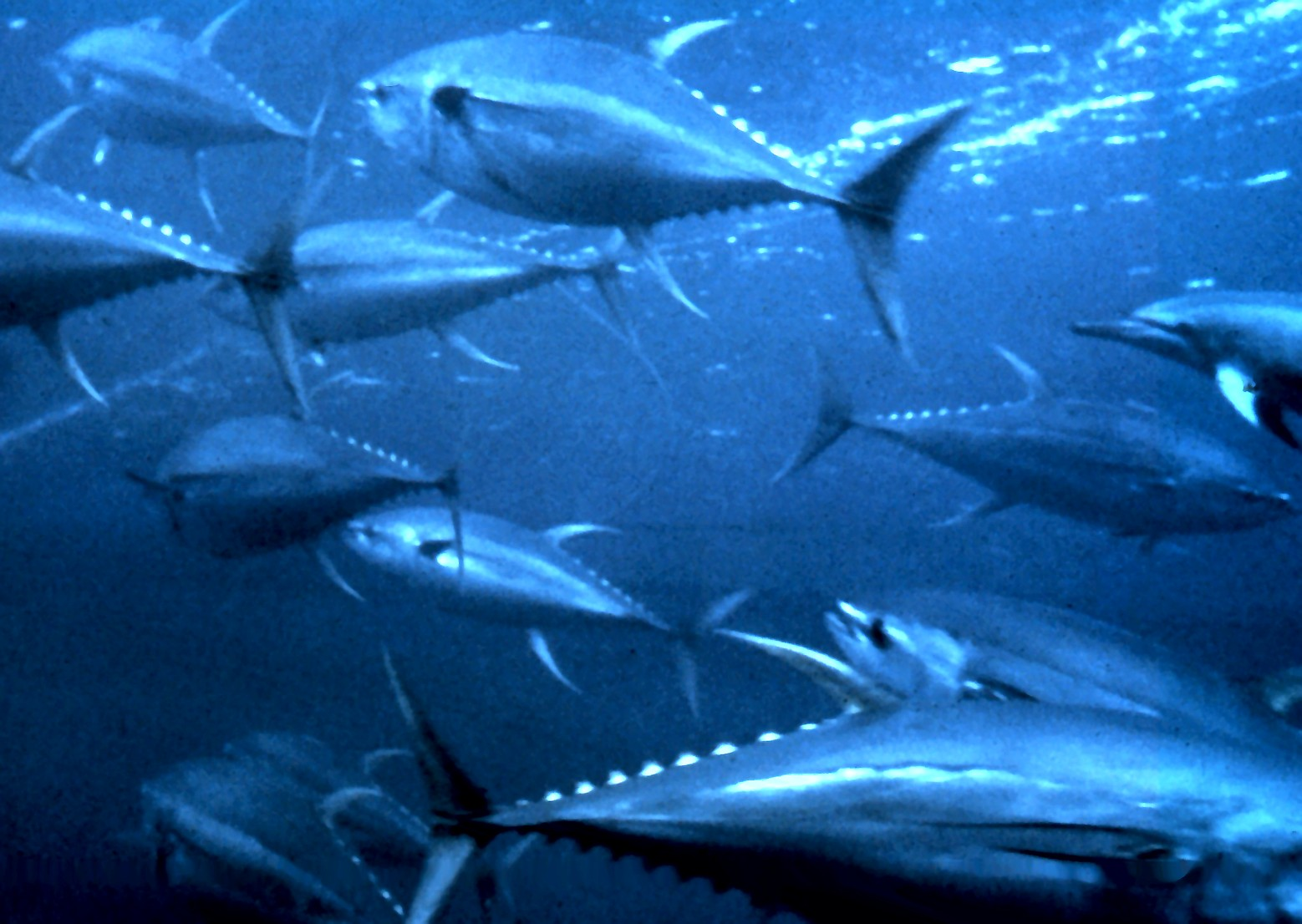
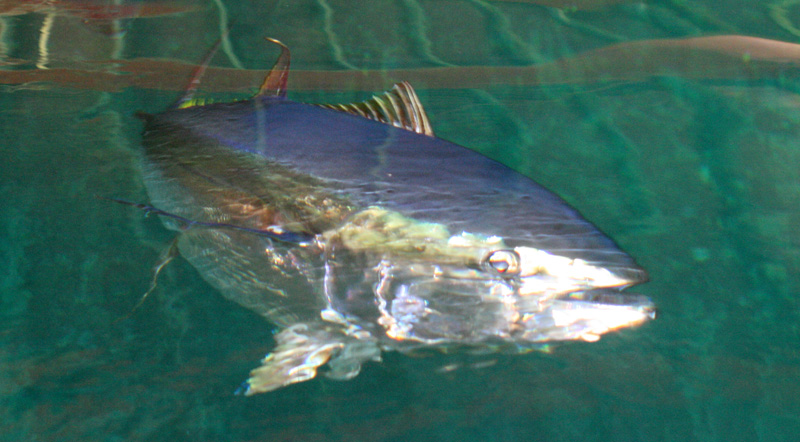
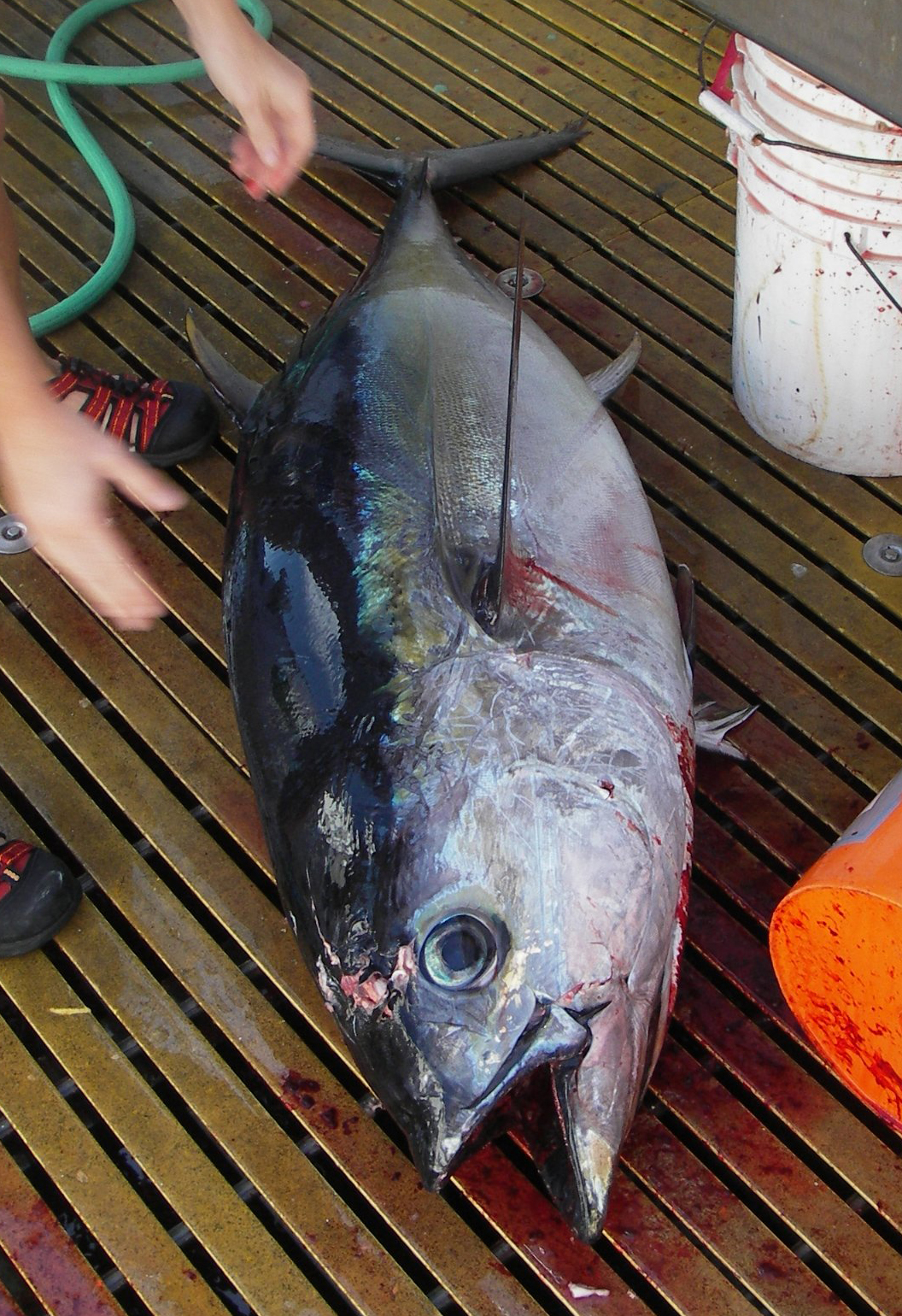
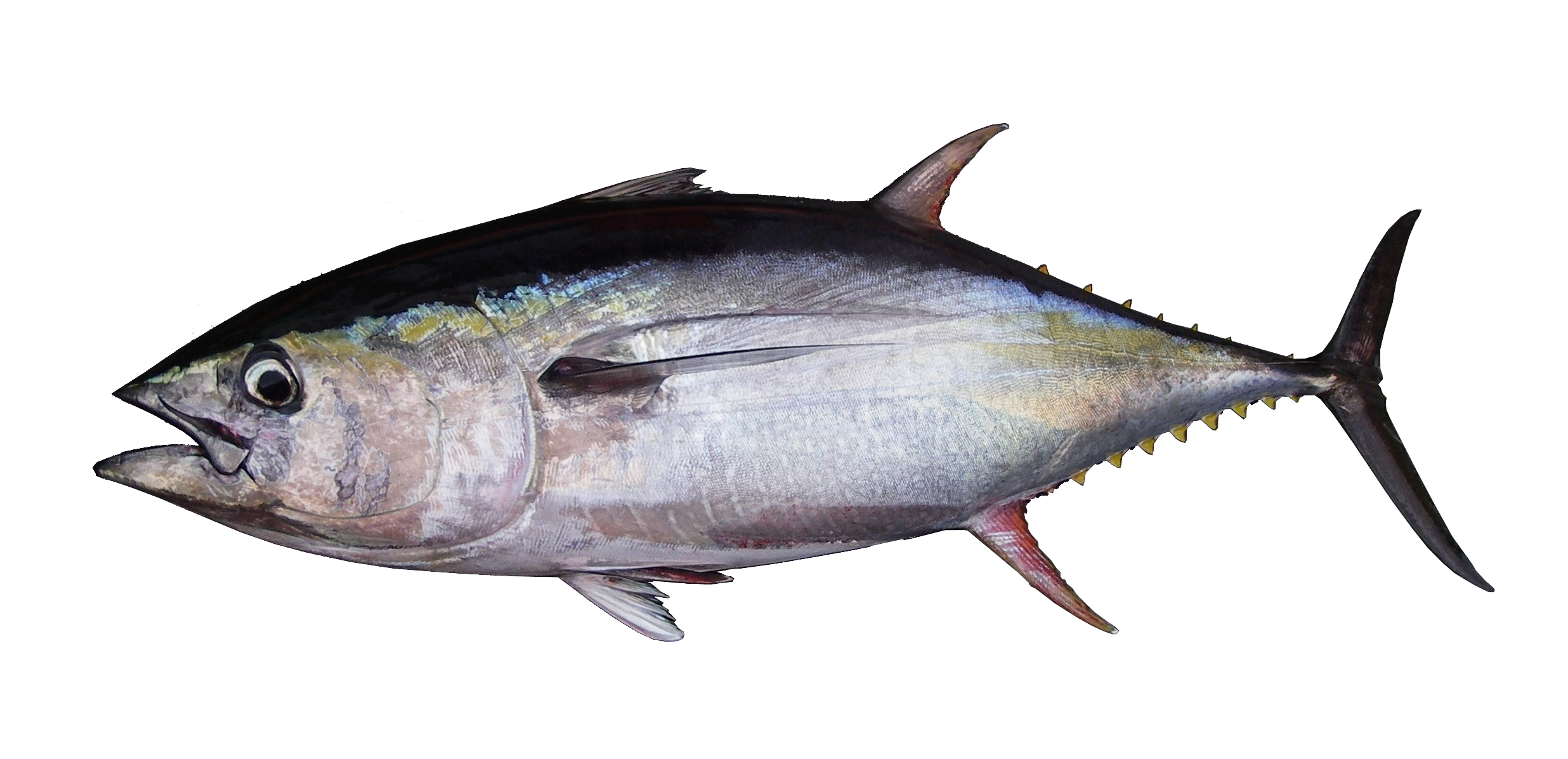
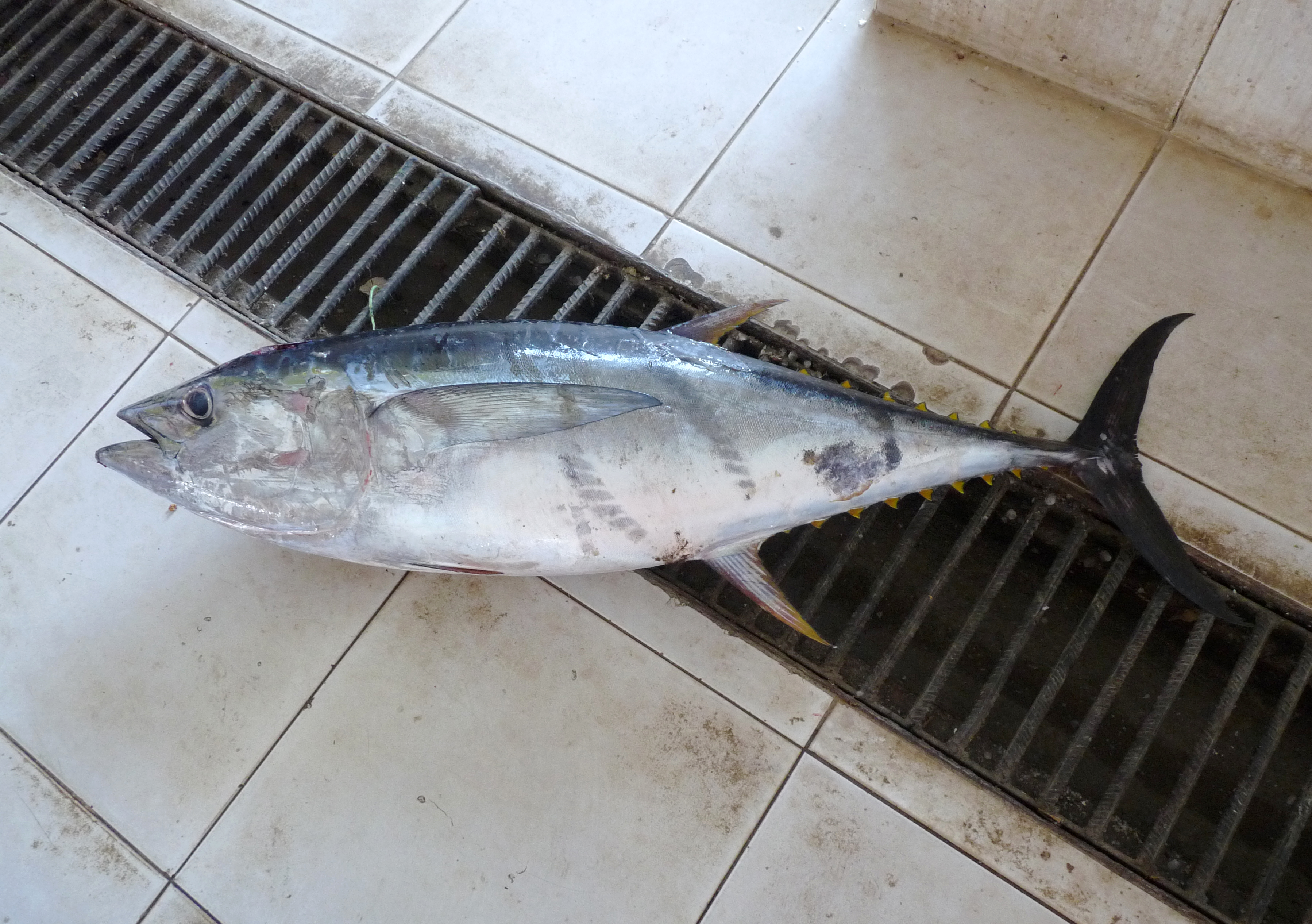